# A tó asszonya
A tó asszonya (olaszul La donna del lago) Gioachino Rossini kétfelvonásos operája. Szövegkönyvét Andrea Leone Tottola írta Walter Scott elbeszélése nyomán. Ősbemutatójára 1819. szeptember 24-én került sor a nápolyi Teatro di San Carlo operaházban.

## Szereplők
| Szereplő                                            | Hangfekvés   |
| --------------------------------------------------- | ------------ |
| Helen, a tó asszonya                                | szoprán      |
| Malcolm                                             | mezzoszoprán |
| V. Jakab, Skócia királya                            | tenor        |
| Douglas, Helen apja és a király egykori tanácsadója | basszus      |
| Roderick, a skót lázadók vezére                     | tenor        |
| Serano                                              | tenor        |
| Albina                                              | mezzoszoprán |
| Bertram                                             | basszus      |
| Pásztorok, vadászok, katonák, lázadók.              |              |

## Cselekmény
Helyszín: Skócia
Idő: 16. század
V. Jakab skót király vadászat közben a Kattrine-tó közelébe került. Ott pillantja meg a csónakázó Helent, akit a környékbeliek a tó asszonyaként neveznek. A lány apja valaha a király tanácsadója volt, de végül kegyvesztett lett és csatlakozott a tó környékén tanyázó lázadókhoz. A lázadók vezére Roderick herceg, akit Douglas férjként jelölt ki lánya számára. A király álruhába bújva bemutatkozik Helennek, aki elpanaszolja neki, hogy ő nem Rodericket, hanem Malcolmot szereti. Az álruhás király távozása után Roderick keresi fel a lányt, de elutasításra talál. Egy hírnök jelenti a király csapatainak érkezését ezért Roderick elsiet. Az álruhás király ismét visszatér és szerelmet vall a lánynak, aki azonban őt is elutasítja. Jakabot meghatja Helen állhatatossága és lemond róla. Ekkor rájuk nyit Roderick és dühében párbajra hívja ki az álruhás királyt. A herceg elesik a párbajban. Douglas átáll a király pártjára, az uralkodó megbocsát a lázadóknak és Helen Malcolm felesége lesz.

## Híres áriák
- Mura felice - Malcolm áriája
- Qual rapido…Eccomi a voi, miei prodi - Roderick áriája